# فرديسيا
فرديسيا هي قرية فلسطينية مهجّرة في قضاء طولكرم.

## القرية قبل عام 1948
تقع القرية إلى الجنوب الغربي من مدينة طولكرم، وإلى الشمال من مدينة الطيبة، بحيث تقع على خط طول واحد جنوبي طولكرم مع انحراف قليل نحو الغرب، ترتبط الطيبة وطولكرم وفرديسيا بطريق واحد ثانوي يمتد إلى الغرب منه طريق قلقيلية - طولكرم الرئيسي، وتتصل قرية فريديسا مع هذا الطريق أيضاً بطريق فرعي آخر، وبالقرب منها تمر طريق سكة الحديد الواصلة بين اللد وطولكرم.
أقيمت فرديسيا على رقعة منبسطة من أراضي السهل الساحلي الأوسط وتحيط بها بعض التلال من الشرق والشمال الشرقي والجنوب وترتفع القرية قرابة 75 مترا عن سطح البحر. امتدت مباني القرية على طول الطريق الفرعي الذي يربط القرية بالطريق الواصل بين قلقيلية وطولكرم باتجاه الشمالي الغربي، شمالي القرية عين فرديسيا التي كان يشرب السكان منها. والمسجد يقع غربي القرية يدعى جامع الشيخ موسى.
بلغت مساحة الأراضي التابعة للقرية 19 دونما عام 1945، كان 1,092 مزروعة بالزيتون و150 منها مزروع بالحمضيات. بلغ عدد السكان عام 1922 خمسة أفراد ثم ارتفع ليصل ل55 فردا عام 1933أما في عام 1945 كان عدد سكان القرية 20 نسمة وسبب هذا الانخفاض انتقال بعض السكان لمدينة الطيرة المجاورة. في عام 663 للهجرة اقطعها الظاهر بيبرس للأمير سيف الدين بيدغان الركني.

## احتلال القرية
وقد أخليت من سكانها أثناء حرب 1948 على 1 أبريل 1948 في إطار عملية تبادل الساحلية. كان يقع على بعد 2.5 كم من جنوب طولكرم. تم تدمير معظمها فرديسيا باستثناء منزل مهجور واحد. يشار الصليبيين إلى Fardisya كما Phardesi.

## القرية اليوم
في عام 1945 كان عدد سكانها 20. اليوم مستوطنة شاعار إفرايم تحتل الأراضي تابعة لقرية فرعون بالقرب من موقع فرديسيا.